# Стара-Каменица (гмина)
Стара-Каменица (пол. Stara Kamienica) — сельская гмина (волость) в Польше, входит как административная единица в Еленегурский повет, Нижнесилезское воеводство. Население 5152 человека (на 2004 год).

## Демография
| Перепись                       | Всего   | Всего | Женщины | Женщины | Мужчины | Мужчины |
| ------------------------------ | ------- | ----- | ------- | ------- | ------- | ------- |
| Единицы                        | человек | %     | человек | %       | человек | %       |
| Население                      | 5152    | 100   | 2633    | 51,1    | 2519    | 48,9    |
| Плотность населения (чел./км²) | 46,6    | 46,6  | 23,8    | 23,8    | 22,8    | 22,8    |

## Сельские округа
1. Антонюв
2. Барцинек
3. Хромец
4. Копанец
5. Кромнув
6. Мала-Каменица
7. Нова-Каменица
8. Рыбница
9. Стара-Каменица
10. Войцешице

## Поселения
1. Ярошице
2. Копанина
3. Мендзылесе
4. Соснка

## Соседние гмины
1. Еленя-Гура
2. Гмина Ежув-Судецки
3. Гмина Любомеж
4. Гмина Мирск
5. Пеховице
6. Шклярска-Поремба